# Уинона (округ)
Уино́на (англ. Winona County) — округ в штате Миннесота, США. Административный центр и крупнейший город — Уинона. По переписи 2000 года в округе проживают 49 985 человек. Площадь — 1662 км², из которых 1622,4 км² — суша, а 39,6 км² — вода. Плотность населения составляет 31 чел./км².

## История
Округ был основан в 1854 году.